# John Barbour
John Barbour (ca. 1320 – 13 maart 1395) was een Schots dichter, die wordt beschouwd als de eerste die schreef in de Schotse volkstaal. Als zodanig wordt hij door de Schotten gezien als de evenknie van zijn Engelse tijdgenoot Geoffrey Chaucer.
Over zijn vroege leven is weinig bekend. Een eerste bericht is bekend uit 1357, als hij aan koning Eduard III verzoekt om een vrijgeleide voor zichzelf en drie jonge studenten, die hij begeleidt op hun weg naar de Universiteit van Oxford. Destijds had Schotland nog geen eigen universiteit. Barbour was op dat moment aartsdiaken van Aberdeen en zijn opdracht tijdens deze reis was om te onderhandelen over de vrijkoopsom voor de Schotse koning David II, die een gevangene was van de Engelse koning.
Barbour ontleent zijn faam als dichter aan zijn werk The Bruce, or the Metrical History of Robert I King of Scots, ook bekend als The Brus. Dit is een lang episch gedicht, bestaande uit ongeveer 14.000
achtlettergrepige regels, waarin de lof wordt gezongen van Robert I van Schotland, beter bekend als Robert de Bruce. Een bekend en vaak aangehaald citaat hieruit is de frase 'A! fredome is a noble thing' (zie externe link).
Als erkenning voor zijn werk schonk Robert II hem een bedrag van 10 pond en in 1378 een jaargeld, dat in 1388 aanzienlijk werd verhoogd. Hij overleed als een veel geëerd en gerespecteerd man, waarschijnlijk in Aberdeen. Aan Barbour wordt ook wel het uit het Frans vertaalde werk The Buik of Alexander toegeschreven.